# Macronemurus sandoanus
Macronemurus sandoanus is een insect uit de familie van de mierenleeuwen (Myrmeleontidae), die tot de orde netvleugeligen (Neuroptera) behoort. 
Macronemurus sandoanus is voor het eerst wetenschappelijk beschreven door Navás in 1936.